# Мосейково (деревня, Вологодская область)
Мосейково — упраздненная в 2011 году деревня в Вологодском районе Вологодской области.Входила в состав Подлесного сельского поселения, с точки зрения административно-территориального деления — в Подлесный сельсовет.

## География
Расстояние по автодороге до районного центра Вологды — 13 км, до центра муниципального образования Огарково — 4 км.

## История
Упразднена 09.11.2011.

## Население
| 2010 |
| ---- |
| 0    |

По переписи 2002 года население — 2 человека.